# Die Glücksschuhe
Die Glücksschuhe ist ein allegorisches Hörspiel von Günter Eich, das am 29. März 1948 vom Radio München unter der Regie von Wilm ten Haaf gesendet und 1. Januar 1949 wiederholt wurde.

## Inhalt
Zwei Frauen, das Glück und die Trauer, treten auf. Das Glück stellt den Menschen ein Paar Schuhe hin, die jedem passen. Spricht der Träger einen Wunsch aus, so wird dieser auf der Stelle erfüllt. Das Wünschen hilft allerdings nicht mehr, sobald die Schuhe von den Füßen sind. Die Trauer bezweifelt, dass erfüllte Wünsche glücklich machen.
Zunächst zieht der Archivar Knapp die Glücksschuhe an und wird sogleich aus dem Mai 1950 in die von ihm studierte und geliebte Zeit um anno 1500 versetzt. Mit der dort herrschenden nächtlichen Finsternis auf den Straßen seiner Stadt sowie dem Morast und Gestank bei fehlender Kanalisation kann sich Knapp überhaupt nicht anfreunden. Der Archivar ist heilfroh, nachdem er sich erfolgreich in sein weiches Federbett in den Mai 1950 zurückgewünscht hat.
Dieser erste Versuch, einen Menschen glücklich zu machen, ist also misslungen. Das Glück gibt nicht auf und wählt als nächsten Glückspilz einen Bettler aus. Dieser Leierkastenmann wird wunschgemäß König. Das Regieren erweist sich als Balanceakt, dem der neue Herrscher nicht gewachsen ist. Nachdem sich der Bettler zu seinem Leierkasten zurückgewünscht hat, sieht das Glück seine unglückliche Wahl ein. Nun wählt es den elenden Dichter Peter Svensson aus. Dieser Tölpel katapultiert sich unglücklicherweise in das Jahr 2050. Dort angekommen, muss er einsehen, mit der Zeit wurde seine „Poesie“ unbegreiflicherweise ganz und gar vergessen.
Die Trauer vermutet, dass es das große Glück überhaupt nicht gibt. In einem letzten Versuch wählt das Glück einen faulen Gastwirt aus. Nach Ansicht des Wirtes ist dessen Weib Kathrin an der Ebbe in der Kasse schuld. Die Kathrin sei eine „Beißzange“. Der Wirt wünscht im ewigen Ehestreit seiner Frau eine neue Nase ins Gesicht sowie auch noch neues Haar und neue Ohren. Die Wirtin trägt nun eine Pfeffergurke mitten im Gesicht, eine Frisur aus lauter Bandnudeln und aus den Ohren sind wunschgemäß zwei Brezeln geworden. Das Zurückwünschen schlägt fehl. Ein Hund hat die Glücksschuhe zwischen den Zähnen auf Nimmerwiedersehn fortgetragen. Doch das Glück hat den Wirt glücklich gemacht. Als Schausteller reist er mit seiner essbaren Frau von Jahrmarkt zu Jahrmarkt durchs Land. Gegen Eintrittsgeld darf das Gesicht der Wirtin vom Publikum bestaunt werden.

## Neuproduktionen für den Kinderfunk
- Am 4. März 1950 hat Günter Eich das Manuskript noch einmal abgetippt; vermutlich für eine Neuproduktion.[2]
- 13. Oktober 1974 im SDR. Regie: Raoul Wolfgang Schnell, Musik: Werner Haentjes.
- 6. Dezember 1975 im SDR: „Hör- und Zauberspiel mit Gesang“. Regie: Heinz von Cramer.
- 12. August 1987 im BR. Regie: Werner Simon.[3]

### Verwendete Ausgabe
- Günter Eich: Die Glücksschuhe. Nach Motiven eines Märchens von Hans Christian Andersen[A 1] (1948/1950). S. 231–268 in: Karl Karst (Hrsg.): Günter Eich. Die Hörspiele I. in: Gesammelte Werke in vier Bänden. Revidierte Ausgabe. Band II. Suhrkamp, Frankfurt am Main 1991, ohne ISBN

### Sekundärliteratur
- Hans-Ulrich Wagner: Günter Eich und der Rundfunk. Essay und Dokumentation. Verlag für Berlin-Brandenburg, Potsdam 1999, ISBN 3-932981-46-4 (Veröffentlichungen des Deutschen Rundfunkarchivs; Bd. 27)

## Anmerkung
1. ↑  Günter Eich meint „Die Galoschen des Glücks“.